# International Politik NU
International Politik - NU eller IP-NU, er en faglig studenterforening grundlagt ved Institut for Statskundskab på Aarhus Universitet. Foreningen blev grundlagt i 2013 og dens formål er at fremme debatten om international politik. Siden grundlæggelsen har den været en aktiv arrangør af debatter, seminarer, forelæsningsrækker og studieture henvendt til instituttets medarbejdere og studerende samt andre interesserede. 
Foreningen har blandt andet afholdt arrangementer med Anders Fogh Rasmussen, Rufus Gifford, Ole Wæver og Fathi El-Abed. Desuden har den arrangeret studieture til Marokko og Vestsahara samt til Israel og Palæstina.  

## Ekstern henvisning
Foreningens hjemmeside